# 革命先烈紀念日

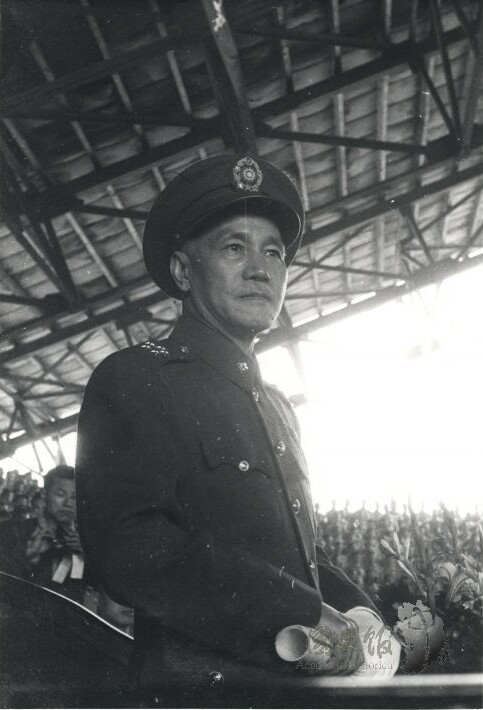
1956年蔣中正主持慶祝第十三屆青年節大會

革命先烈紀念日，為中華民國的青年節，時間訂為每年的3月29日。

## 緣由
中華民國政府為紀念西元1911年（民國前一年）4月27日（清宣統三年三月廿九日）的廣州黃花崗起義為國殉難的72位烈士（後代史學家考證結果，共86人）。
1943年3月29日，中國國民黨三民主義青年團召開第1次全國代表大會，認為黃花崗烈士的事蹟更勝於五四運動，因此定此日為青年節，成為今日329青年節的由來。1948年，中華民國總統蔣中正公布此日為革命先烈紀念日，自此中華民國春殤定為此日（秋殤為9月3日軍人節）。

## 日期爭議

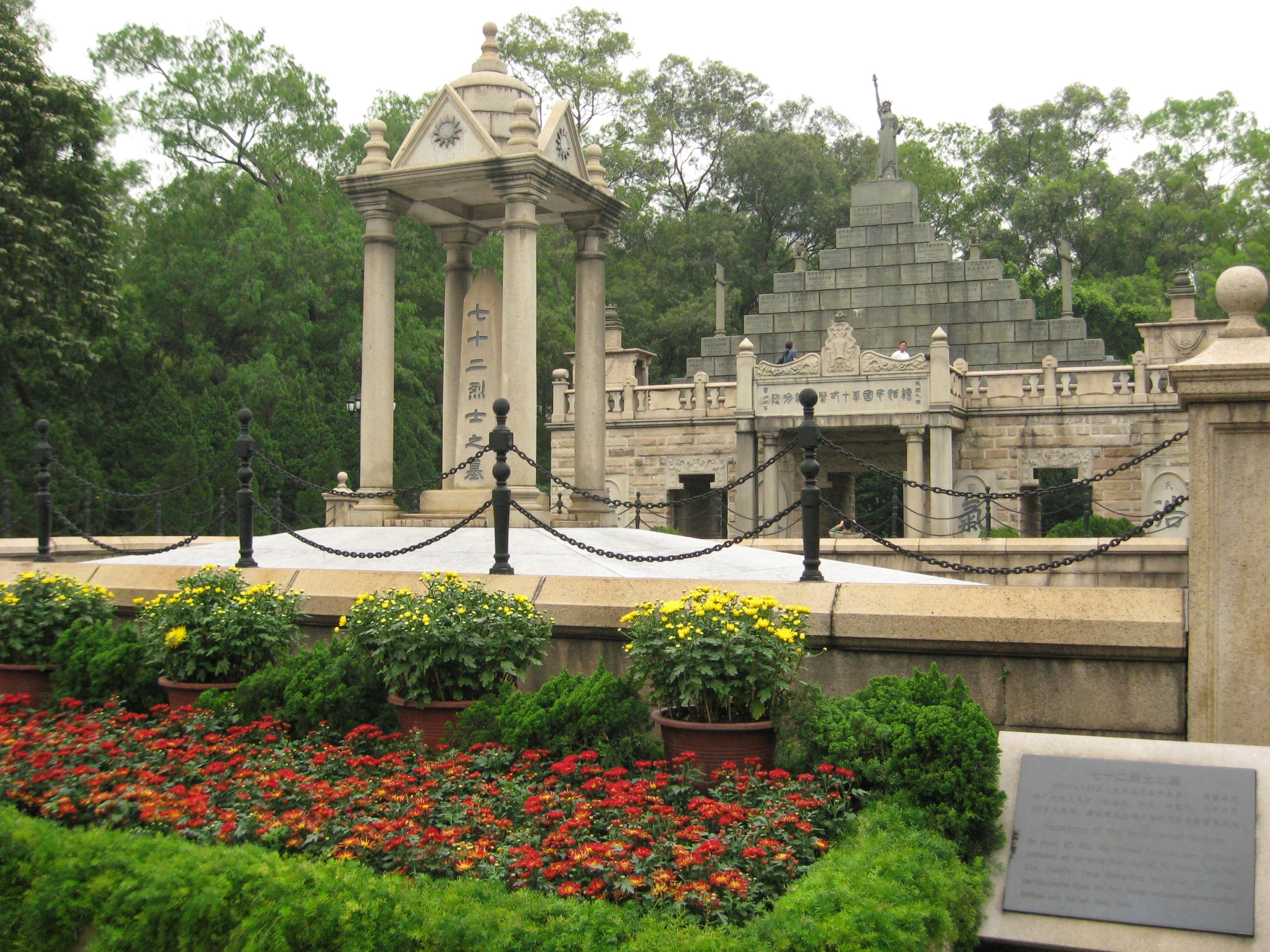
廣州黃花崗七十二烈士之墓

2011年1月10日，中國國民黨籍立法委員趙麗雲要求將青年節改為4月27日以還原歷史，但是否要更改仍在爭議中。